# Ero
Ero este un gen de păianjeni din familia Mimetidae.

## Specii[1]
- Ero aphana.
- Ero cachinnans
- Ero cambridgei
- Ero canala
- Ero canionis
- Ero capensis
- Ero catharinae
- Ero comorensis
- Ero eburnea
- Ero felix
- Ero flammeola
- Ero furcata
- Ero furuncula
- Ero galea
- Ero gemelosi
- Ero goeldii
- Ero gracilis
- Ero humilithorax
- Ero japonica
- Ero juhuaensis
- Ero kompirensis
- Ero koreana
- Ero lata
- Ero lawrencei
- Ero leonina
- Ero lodingi
- Ero lokobeana
- Ero luzonensis
- Ero madagascariensis
- Ero melanostoma
- Ero pensacolae
- Ero quadrituberculata
- Ero salittana
- Ero spinifrons
- Ero spinipes
- Ero tasmaniensis
- Ero tuberculata
- Ero valida